# Avedøre Sogn
Avedøre Sogn 

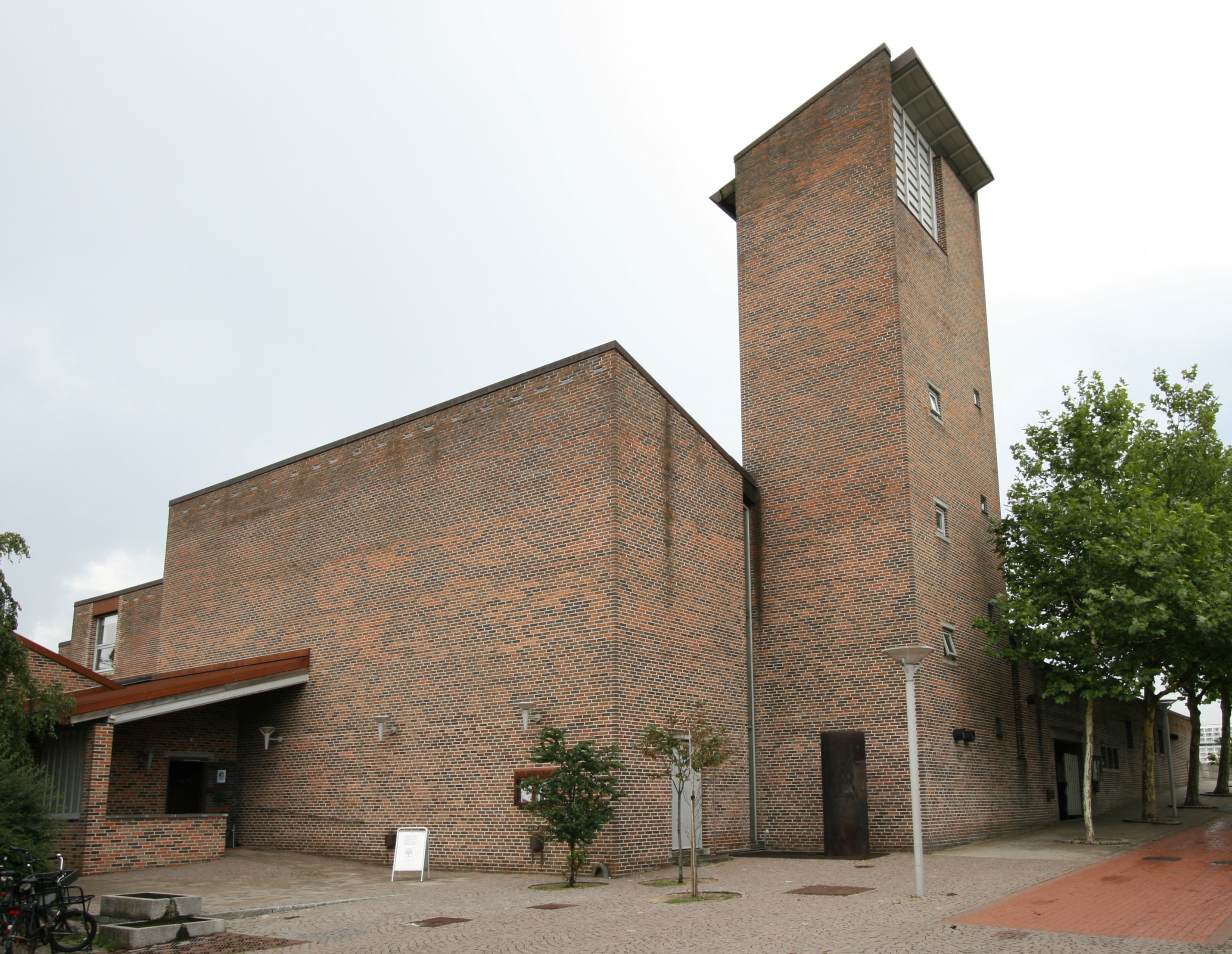
Avedøre Kirke

ist eine Kirchspielsgemeinde (dän.: Sogn) in Hvidovre, einem Vorort der dänischen Hauptstadt Kopenhagen (dän.:  København).
Seit dem Mittelalter gehörte das Gemeindegebiet zum Glostrup Sogn in der Harde Smørum Herred im damaligen Københavns Amt. 1892 wurde das Gebiet dem Brøndbyøster Sogn zugeschlagen, von dem es 1965 als eigenes Sogn abgespalten wurde. Mit der Auflösung der Hardenstruktur gehörte es zunächst zur Glostrup Kommune, ab 1974 dann zur Hvidovre Kommune im verkleinerten Københavns Amt, die im Zuge der  Kommunalreform zum 1. Januar 2007 Teil der Region Hovedstaden geworden ist.
Von den 53.414 Einwohnern von Hvidovre leben 16.150 im Kirchspiel Avedøre (Stand: 1. Januar 2023).
Im Kirchspiel liegt die Kirche „Avedøre Kirke“.
Nachbargemeinden sind im Osten Strandmark Sogn und Risbjerg Sogn und im Nordosten Hvidovre Sogn, ferner in der benachbarten Brøndby Kommune im Norden Brøndbyøster Sogn, im Nordwesten Brøndbyvester Sogn und im Westen Brøndby Strand Sogn.
Auf dem Gebiet der Gemeinde liegt der Flugplatz Avedøre (55° 37′ 10″ N, 12° 26′ 35″ O), der als Besonderheit einerseits direkt neben der Autobahn E20 verläuft, aber bekannter durch die Tatsache ist, dass die als Start- und Landebahn genutzte Graspiste nicht gerade ist, sondern der Krümmung der Autobahn folgt.